# 狄摩西尼
德摩斯梯尼（希臘語：Δημοσθένης'，前384年—前322年10月12日），也译作狄摩西尼或德摩斯提尼，古希腊著名的演說家，民主派政治家。

## 生平
早年从伊塞优斯学习修辞，旋教授修辞学。继而从事政治活动，极力反对马其顿入侵希腊，发表《反腓力辞》等演说，谴责马其顿王腓力二世的扩张野心。喀罗尼亚战役（前338年）后亡命海外，公元前323年马其顿亚历山大三世死，返回雅典组织反马其顿运动，失败后自杀。

## 作品
有大量作品傳世，今存演说六十一篇，系古代雄辩术的典范，但部分疑為偽作。傳說他先天口吃，於是他含着石子來誦詩，訓練口齒，又到浪聲呼號的海邊去練習演說，增強自己的聲量。普魯塔克在他的《比較列傳》中，以羅馬第一演說家西塞罗來對照德摩斯梯尼。
狄摩西尼作品列表：
- 《第一奥林匹亚》
- 《第二奥林匹亚》
- 《第三奥林匹亚》
- 《第一反腓力辞》
- 《论和平》
- 《第二反腓力辞》
- . 英仙座计划（英语：Perseus Project）.   [2020-06-25]. （原始内容存档于2020-11-22）.
- The Oration on the Chersonese
- 《第三反腓力辞》
- [第四反腓力辞]. 英仙座计划.   [2020-06-25]. （原始内容存档于2020-11-22）.
- 信的演说（The Oration on the Letter）
- 腓力的信（The letter of Philip）
- 国家职务演说（The Oration on the Duty of the State）
- 海军委员会演说（The Oration on the Navy Boards）
- 罗丹人自由演说（The Oration on the Liberty of the Rhodian）
- 大都市的演说（The Oration for the Megalopolitan）
- 与亚历山大条约的演说（The Oration on the Treaty with Alexander）